# Barbara Aland

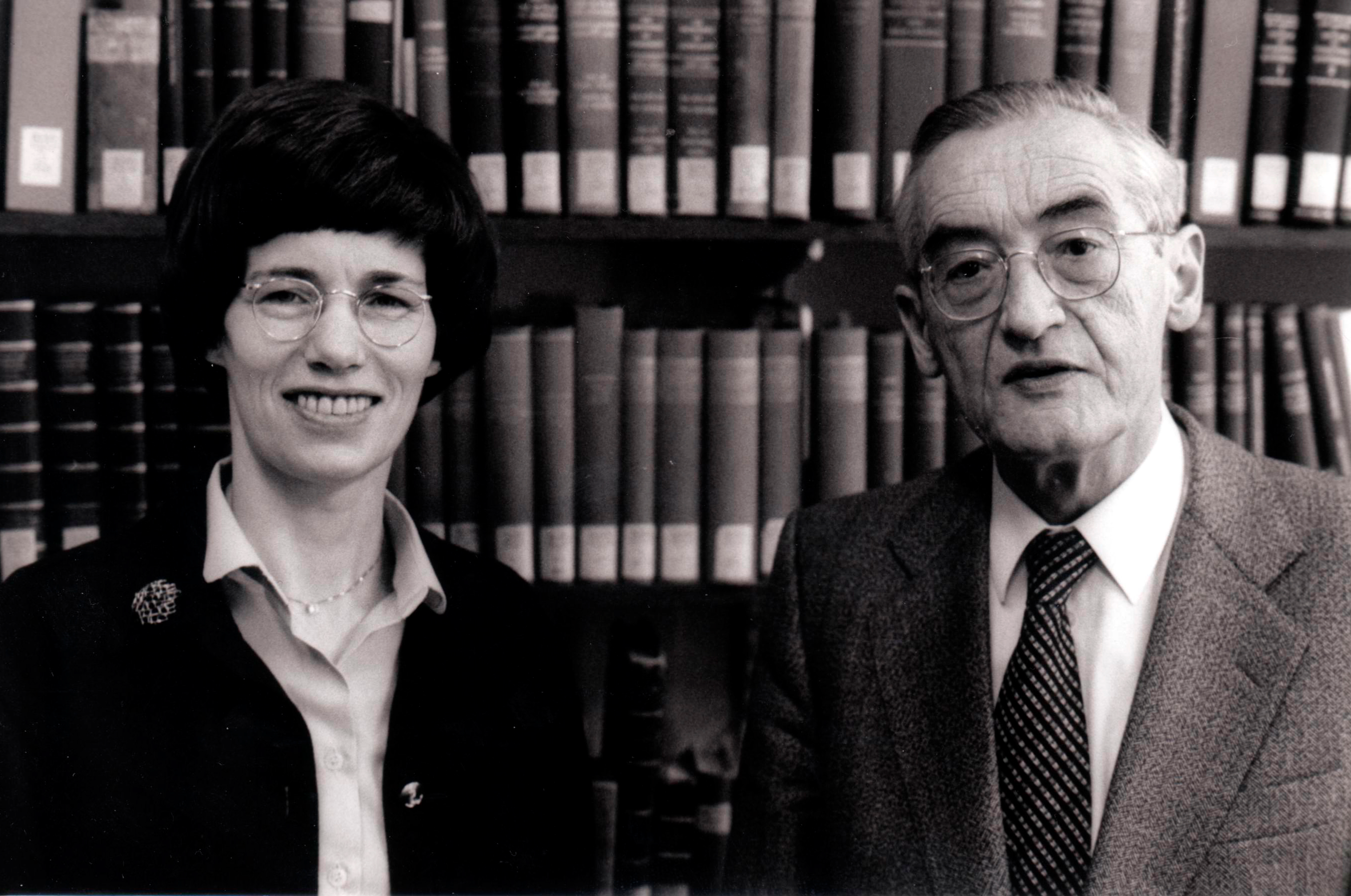
Barbara i Kurt Aland (1988)

Barbara Aland (ur. 12 kwietnia 1937 w Hamburgu, zm. 10 listopada 2024 w Herdecke) – niemiecka teolożka i biblistka, wykładała na Westfalskim Uniwersytecie Wilhelma w Münsterze, była żoną Kurta Alanda.

## Życiorys
Studiowała ewangelicką teologię oraz klasyczną filozofię we Frankfurcie. W 1964 roku obroniła doktorat. W 1983 roku została dyrektorem Instytutu Badań Tekstu Nowego Testamentu i funkcję tę piastowała do roku 2004. Zajmuje się krytyką tekstu Nowego Testamentu oraz historią wczesnego chrześcijaństwa. Tym samym zajmował się jej mąż Kurt (zmarł w 1994). Brała udział w przygotowaniu 27 wydania Novum Testamentum Graece (NA27). Od roku 1997 brała udział w pracach nad Editio Critica Maior. W 2011 została odznaczona Krzyżem Zasługi na Wstędze Orderu Zasługi Republiki Federalnej Niemiec.

## Publikacje
- Gnosis. Festschrift für Hans Jonas, [w:] Verbindung mit Ugo Bianchi, hrsg. von Barbara Aland, 1978.
- Günther Zuntz: Lukian von Antiochien und der Text der Evangelien, hrsg. von Barbara Aland und Klaus Wachtel. Mit einem Nachruf auf den Author von Martin Hengel, 1995.
- Die Weltlichkeit des Glaubens in der Alten Kirche. Festschrift für Ulrich Wickert zum siebzigsten Geburtstag. [w:] Verbindung mit Barbara Aland und Christoph Schäublin, hrsg. von Dietmar Wyrwa, 1997.
- Literarische Konstituierung von Identifikationsfiguren in der Antike, hrsg. von Barbara Aland, 2003.
- Erziehung durch Kirchengeschichte? Ein Plädoyer für mehr Kirchengeschichte im Religionsunterricht, Hrsg.: Idea e.V., 1984.
- Frühe direkte Auseinandersetzung zwischen Christen, Heiden und Häretikern, 2005. (Rezension).
- Was ist Gnosis? Studien zum frühen Christentum, zu Marcion und zur kaiserzeitlichen Philosophie, 2009.
- Die Gnosis. Reclam, Stuttgart 2014.